# Мессінген (Нижня Саксонія)
Мессінген (нім. Messingen) — громада в Німеччині, розташована в землі Нижня Саксонія. Входить до складу району Емсланд. Складова частина об'єднання громад Фререн.
Площа — 25,43 км2. Населення становить 1061 ос. (станом на 31 грудня 2021).